# Chemikal Underground
Chemikal Underground är ett självständigt skivbolag, grundat 1994 i Glasgow, Skottland av bandet The Delgados. Bolaget grundades för att släppa deras första singel "Monica Webster" / "Brand New Car" och blev ett av de större bolagen under 1990-talet.
Idag har skivbolaget släppt skivor av bland annat Mogwai, Aereogramme, Arab Strap (inklusive Malcolm Middletons solomaterial), Radar Brothers, Suckle, Sluts of Trust, Cha Cha Cohen med flera.